# Паженчево
Паженчево (пол. Parzęczewo) — село в Польщі, у гміні Каменець Ґродзиського повіту Великопольського воєводства.
Населення — 587 осіб (2011).
У 1975-1998 роках село належало до Познанського воєводства.

## Демографія
Демографічна структура станом на 31 березня 2011 року:
|          | Загалом | Допрацездатний вік | Працездатний вік | Постпрацездатний вік |
| -------- | ------- | ------------------ | ---------------- | -------------------- |
| Чоловіки | 289     | 72                 | 189              | 28                   |
| Жінки    | 298     | 70                 | 172              | 56                   |
| Разом    | 587     | 142                | 361              | 84                   |